# Juticalpa Fútbol Club
El Juticalpa Fútbol Club es un club de fútbol hondureño de la ciudad de Juticalpa, en el departamento de Olancho. Fue fundado el 14 de agosto de 2004  con el nombre de Juticalpa Suliman y actualmente participa de la Liga Nacional de Honduras.
Disputa el Clásico olanchano con el Olancho Fútbol Club.

## Historia

### Fundación
El Juticalpa Fútbol Club fue fundado oficialmente el 14 de agosto de 2004. A partir de ese entonces el club participó de la Liga de Ascenso de Honduras sin tener ninguna promoción a la Liga Nacional de Fútbol de Honduras hasta 2015. El Juticalpa F. C. fue subcampeón de la Segunda División en el Apertura 2005 de la mano del técnico José Francisco Valladares. Su tradicional rival es el Olancho F.C, de la misma ciudad.

### Primer título
El Juticalpa se clasificó a la Liguilla Final del Apertura 2012 de la Liga de Ascenso. Perdió el primer partido por los cuartos de final ante el Unión Sabá por 3-1. Sin embargo, en el juego de vuelta disputado en Juticalpa, los Canecheros obtuvieron una victoria de 3-0 (global 4-3). En las semifinales superó al Yoro Fútbol Club con una victoria 1-0 y otra de 2-1 (global 3-1), accediendo con eso a la Gran Final del Ascenso. En el primer partido de la final, Juticalpa F. C. visitó al Atlético Municipal de Santa Cruz de Yojoa y lo derrotó con un apretado 2-3. En el juego de vuelta que se disputó en Juticalpa, el Verdiblanco humilló al Atlético Municipal con una goleada de 4-1.

### Segundo título
En el Torneo Apertura 2014 de segunda división, el Juticalpa Fútbol Club queda primero en su grupo. Para la liguilla final elimina al Lepaera Fútbol Club en los cuartos de final y en semifinales al Atlético Municipal. En la final se enfrentaron a los Jaguares de UPNFM, quienes en su camino habían eliminado al Social Sol y al Villanueva F. C. El primer partido de visita lo empataron 1-1. Para la vuelta el partido fue jugado en la cancha sintética Ramón Sarmiento de Juticalpa y el Canechero ganó 2-1, luego de ir perdiendo 0-1. Así ganó el global 3-2 y su segundo título de segunda división.

### Tercer título y el ascenso
En el Torneo Clausura 2015 vuelve a quedar primero de su grupo. En cuartos de final de liguilla se enfrenta al Villanueva F. C., ganando sus partidos 2-4 y 2-0 (6-2 global). En semifinales se enfrenta al Atlético Limeño, equipo que había terminado primero en su grupo. El primera partido que se jugó en La Lima lo empatan 1-1, pero luego en Juticalpa lo aplastan 6-1 (7-2 global). En la final enfrentan al Atlético Independiente de Siguatepeque. En el primer partido jugado en Siguatepeque, los juticalpenses ganan el partido 3-4 luego de remontar un 2-0 en contra. En la vuelta jugada de nuevo en la cancha sintética Ramón Sarmiento, el Juticalpa F. C. gana el partido 1-0, ganando la final (5-3 global) y coronándose bicampeones. De igual forma logrando el histórico ascenso a Primera División, siendo un equipo contundente a lo largo de la temporada.

### Debut en Primera División
En su primer partido en Primera División le gana al Real España por 2-0 en el Estadio Juan Ramón Brevé Vargas. Los goles de aquel partido disputado el 9 de agosto de 2015 fueron obra de Wilfredo Barahona (autogol) y Juan José Ocampo. En su segundo partido cae derrotado 2-0 contra el Platense Fútbol Club en Puerto Cortés. En su tercer partido visita al Vida en La Ceiba. Empieza ganando con un gol de Ovidio Lanza al minuto 29 y luego el Vida iguala el marcador. Ya para terminar el partido llegaría la anotación al minuto 90 por medio de un penal que Juan José Ocampo cambio por gol consiguiendo así el Juticalpa FC su primera victoria de visita en Primera División. En ese torneo quedó octavo, solo a un punto del sexto lugar que hubiera significado liguilla en su primer torneo de Liga Nacional.
En su siguiente torneo, dirigidos por Wilmer Cruz en la mayor parte, consiguieron un histórico quinto puesto con 28 puntos lo que significaría que clasificaría a liguilla por primera vez en su historia. Enfrentaría al cuarto puesto que era el Motagua. En la ida, derrotó 1-0 al Motagua con gol de Bryan Ramírez, dándole esperanza al Juticalpa de clasificar a semifinales. Desafortunadamente, el Juticalpa cayo derrotado 3-0 en el estadio Nacional, dejándolo fuera de semifinales.

## Uniforme
- Uniforme titular: Camiseta verde y blancas, pantalón blanco y medias verdes.
- Uniforme alternativo: Camiseta, pantalón y medias blancas.

### Evolución
| 2012 | 2013 |

### Indumentaria y patrocinadores
| Tiempo          | Patrocinador | Patrocinador(es)                                              |
| --------------- | ------------ | ------------------------------------------------------------- |
| 2016 - 2022     | Huriver      | Guayape Visión, Arroz Guayape, Molineros, Ferretería Moderna. |
| 2022 - Presente | Goca Sports  | Guayape Visión, Molineros, Lotificadora FERNEY, FAMA.         |

## Estadio
El Juticalpa F. C. juega sus partidos de local en el Estadio Juan Ramón Brevé Vargas que cuenta con una capacidad de 24.000 espectadores. El Estadio Juan Ramón Brevé Vargas es un estadio de fútbol ubicado en la ciudad de Juticalpa y es uno de los estadios más modernos de Honduras y Centroamérica. Se convirtió en el primer estadio de Honduras en el que se juega sin malla ciclón y el tercero de Centroamérica después del Estadio Nacional de Costa Rica y el Estadio Maracaná de Panamá. Dentro de las instalaciones hay un extenso estacionamiento para 400 autos y una tienda oficial del club.
El estadio se inauguró el 12 de julio de 2015 con un partido que enfrentó al Juticalpa F. C. y el Motagua. El partido finalizó con empate 1-1. El primer gol realizado en este estadio fue obra de Miguel Padilla. En el primer partido jugado en este estadio por la Primera División fue el 9 de agosto de 2015, cuando Juticalpa F. C. derrotó al Real España por 2-0, con anotaciones de Wilfredo Barahona (autogol) y Juan José Ocampo.

## Jugadores

### Plantilla 2025
- Los equipos hondureños están limitados a tener en la plantilla un máximo de cinco jugadores extranjeros.
- Gerson Tinoco posee la doble nacionalidad: hondureña y guatemalteca.

### Altas Clausura 2025
| Altas           |               |                     |        |
| Jugador         | Posición      | Procedencia         | Tipo   |
| Paolo Dantaz    | Mediocampista | Deportivo Marquense | Libre  |
| Kelvin Matute   | Defensa       | Real Sociedad       | Libre  |
| Enrique Facussé | Portero       | Motagua             | Cesión |
| Shalton Arzú    | Mediocampista | Real Sociedad       | Libre  |
| Elmer Güity     | Defensa       | Génesis             | Libre  |
| Nicolás Gómez   | Defensa       | Progreso            | Libre  |
| Erick Andino    | Delantero     | Olancho             | Libre  |
| Luis Garrido    | Mediocampista | Pérez Zeledón       | Libre  |
| Gerson Tinoco   | Delantero     | Deportivo Zacapa    | Libre  |

### Bajas Clausura 2025
| Bajas            |               |                        |                       |
| Jugador          | Posición      | Destino                | Tipo                  |
| Mario Moncada    | Defensa       | Olancho                | Fin de contrato       |
| Hesler Varela    | Mediocampista | Lone                   | Fin de cesión         |
| Óscar Salas      | Mediocampista | Hondupino              | Fin de contrato       |
| Mariano Pineda   | Portero       | TBD                    | Rescisión de contrato |
| Jessé Moncada    | Mediocampista | TBD                    | Fin de contrato       |
| Juan Ramón Mejía | Delantero     | TBD                    | Fin de contrato       |
| Dylan Andrade    | Defensa       | TBD                    | Fin de contrato       |
| Nissi Sauceda    | Mediocampista | TBD                    | Fin de contrato       |
| Darwin Andino    | Mediocampista | TBD                    | Fin de contrato       |
| Rembrandt Flores | Mediocampista | Lobos UPNFM            | Fin de contrato       |
| Cristian Manaiza | Mediocampista | TBD                    | Fin de contrato       |
| Juan Capeluto    | Defensa       | Correcaminos de la UAT | Fin de contrato       |

## Entrenadores
- Róger Espinoza (2014–2015)
- Emilio Umanzor (2015–2016)
- Wilmer Cruz (2016)
- Jorge Pineda (2017)
- José María Durón (2017)
- Mauro Reyes (2017-2018)
- Ramón Maradiaga (2018)
- Héctor Castellón (2018)
- Robert Lima (2019)
- Wilmer Cruz (2019)
- Danilo Turcios (2019-2020)
- Raúl Cáceres (2020-2021)
- Róger Espinoza (2021)
- Nerlin Membreño (2022)
- Carlos Padilla (2023)
- Mauro Reyes (2023)
- Humberto Rivera (2023)
- Nerlin Membreño (2024)
- Fernando Araújo (2024)
- Silvio Fernández (2025)
- Héctor Vargas (2025)
- Humberto Rivera (2025-)

## Palmarés

### Torneos nacionales
- Liga de Ascenso de Honduras (6): Apertura 2012, Apertura 2014, Clausura 2015, Apertura 2022,  Apertura 2023 y Clausura 2024.
- Subcampeón de la Liga de Ascenso de Honduras (2): Apertura 2005, Apertura 2021.
- Campeón de la Copa de Honduras: 2015-2016